# Видаль, Луи

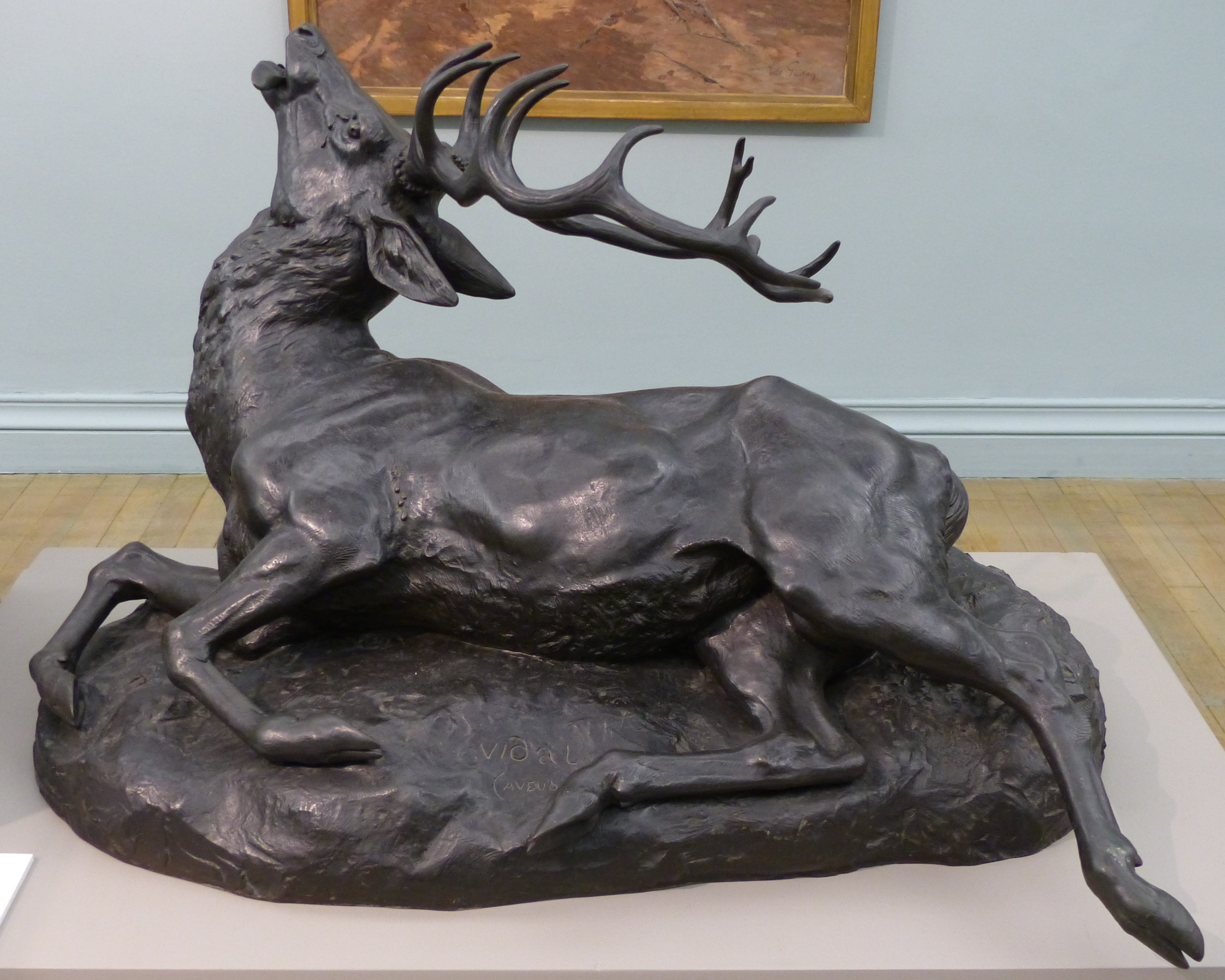
Раненый олень

Луи Видаль, прозванный Навателем (фр. Louis Vidal; 6 декабря 1831, Ним — 9 мая 1892, Париж) — французский художник и скульптор-анималист.

## Биография
Внебрачный ребёнок. Воспитывался отчимом Александром-Мари Коленом (1798—1875), художником, женившимся на его матери во втором браке. Изучал анатомию, но около 1853 года ослеп, из-чего ему пришлось сменить направление своей деятельности. Луи выбрал скульптуру.
Учился у скульпторов Антуа́на-Луи Бари́ и Пьера Луи Руйяра, ярких представителей «французской анималистической школы».
Учился ваянию путём осязания животных, в изображении которых вскоре достиг большого совершенства. Рассказывают, что для изучения льва (его первая работа — Lion rugissant) он вошёл в цирковую клетку вместе с укротителем зверей. Способность осязания позволяла ему делать портреты, он воспринимал формы лиц, прикасаясь к ним, и лепил их из глины. Луи Видаль дебютировал в Салоне 1859 года. Зачастую подписывал свои работы «Слепой Видаль». Ему покровительствовала Матильда Ротшильд, а также многие другие меценаты.
Видаль великолепно воспроизводил различных животных, а также создавал прекрасные портретные бюсты и удивительные по своей пластичности модели.
Из работ его известны:
- Лежащая пантера (1855, бронза, в Орлеанском музее изящных искусств),
- Львица (бронза, Нантский музей изящных искусств),
- Большой сенегальский лев (1875 , бронза),
- Бык (1867, бронза, Музей изящных искусств Нима),
- Коб, арабская лошадь (1879, бронза),
- Алжирская газель (1879, воск)

В 1888 году стал преподавателем скульптуры в Национальном институте для слепых (школе Брайля). Умер в госпитале офтальмологии в Париже.